# Неделька (приток Дебри)
Неделька — река в России, протекает по Смоленской области. Устье реки находится в 7,6 км от устья Дебри по левому берегу. Длина реки составляет 10 км. Вдоль течения реки расположены населённые пункты Заводского сельского поселения Вяземского района — деревни Бабенки, Годуновка.

## Данные водного реестра
В государственном водном реестре России указано, что река Неделька имеет название Неделена.

По данным государственного водного реестра России относится к Окскому бассейновому округу, водохозяйственный участок реки — Угра от истока и до устья, речной подбассейн реки — Бассейны притоков Оки до впадения Мокши. Речной бассейн реки — Ока.
Код объекта в государственном водном реестре — 09010100412110000020767.